# 연대 (사회학)
연대(連帶, 영어: solidarity 솔리다리티[*], 문화어: 련대)는 사회적 관계의 일종으로 사회나 집단에서 보이는 통합, 또는 통합의 종류나 정도를 의미한다. 일반적으로 연대는 이해관계가 서로 다른 기층민중 간의 타협을 유도하거나 이들의 단결을 통해 힘을 얻기 위한 관계를 의미한다.
전근대 사회에서 연대란 주로 혈족 관계나 공통된 이해 관계를 기반으로 하는 사람들 간에 형성되는 관계를 의미하였다. 그러나 사회가 복잡해지면서, 연대는 혈족이나 이익공동체의 상징에서 벗어나 '사회적 연대'라는 의미로 발전하게 되었다. 오늘날 연대는 적극적 사회적 인권 개념으로 부상하여 연대할 권리의 보장을 요구한다.

## 역사
원래는 공동 소유에 기초한 채권 - 채무 관계를 지칭하기 위해 쓰였던 사법적 개념으로서의 '연대'가 사회적 용어로 재탄생 할 수 있었던 것은 근대적 격변기의 사회해체에 대한 위기감 속에서였다. '자유와 평등, 박애'의 정신은 프랑스 혁명의 구호이자, 이후 프랑스 공화당의 정치적 이념이 된다. 그러나 공포정치가 막을 내린 후, 기요틴과 등치되었던 '박애' 사상은 프랑스 인민을 동원할 수 있는 상징적 자원으로서의 가치를 완전히 상실한다.
이러한 상징적 결손을 보충하면서 새로운 상징적 자원으로 등장한 것이 '연대'라는 개념이다. 처음 드 메스트로를 필두로 하는 보수주의자들에 의해 사용되기 시작하였으며, 생시몽과 푸리에주의자들에 의해 정치적 연대 개념으로 확장된다. 그러나 제3공화국에 이르러 급진 공화파와 사회주의자 간의 연대가 깨지면서 연대주의는 사회주의가 아닌 급진 공화파의 구호가 된다.

## 뒤르켐의 연대 이론
에밀 뒤르켐은 그의 저서 《사회분업론》(1893)을 통해 '기계적 연대'와 '유기적 연대'란 용어를 도입했다. 뒤르켐에 의하면 낮은 노동 분업 상태에서의 전통적인 문화는 기계적 연대로 특징지을 수 있다. 기계적 연대는 상대적으로 단순한 사회 구조를 지니며 노동 분화의 수준이 낮은 사회에서 나타난다. 즉, 사회 대부분의 구성원들이 유사한 직종에 종사하고 있기 때문에 그들은 공통의 경험과 믿음을 바탕으로 서로 이어져 있다. 이러한 '공유된 믿음'의 강도는 커서, 개인을 억압하여 공동체의 관습적 삶에 복종하도록 강요한다. 이러한 상태에서는 개별적 차이를 인정할 수 있는 여지가 사라진다. 따라서 '기계적 연대'의 사회에서는 믿음의 일치와 유사성을 전제로 한다. 반면 유기적 연대는 사회 구조의 복잡성이 증가하고 노동 분화의 수준이 높은 사회를 말한다. 산업화와 도시화는 노동 분업의 증가를 가져왔고, 이로 인해 기존의 이러한 연대를 깨지고 말았다. 뒤르켐은 사회가 발달하는 과정에서 진행되는 직무의 전문화와 사회적 차이의 증가는 유기적 연대라 부를 수 있는 새로운 질서를 가져왔다고 생각했다. 여기서의 '발달'이란 '근대적'이고 '산업화 된' 사회를 의미한다. '유기적 연대'의 사회는 사람들이 경제적으로 상호 의존하고 있으며, 사회 구성원 각자가 이러한 상호 의존의 중요성을 인식하는 과정에서 사회가 통합되어 있다. 노동 분업이 확장됨에 따라서 사람들은 다른 직종에서 공급되는 재화와 용역을 필요로 하기 때문에 점점 더 서로에게 의존하게 된다.
이러한 두 종류의 연대 이론은 우선 형태학적으로 구분될 수 있으며, 인구통계학적 특징들이나 현존하는 규범의 유형들, 또는 '집합의식'의 정도(程度) 내지는 그 내용으로도 구분될 수 있다. 뒤르켐의 연대 이론은 후에 프랑스 제3공화정의 공식 이념이 되었다.

## 같이 보기
- 이타주의
- 폐쇄경제
- 협동조합주의
- 사회 통합
- 집단사고
- 계층
- 연대주의